# Ихрекский сельсовет
Ихрекский сельсовет — административно-территориальная единица и муниципальное образование со статусом сельского поселения в Рутульском районе Дагестана Российской Федерации.
Административный центр — село Ихрек.

## Население
| 2002  | 2010  | 2012  | 2013  | 2014  | 2015  | 2016  |
| ----- | ----- | ----- | ----- | ----- | ----- | ----- |
| 2647  | ↘2415 | ↘2364 | ↘2335 | ↘2287 | ↘2285 | ↘2264 |
| 2017  | 2018  | 2019  | 2020  | 2021  | 2023  | 2024  |
| ↘2248 | ↘2217 | ↗2221 | ↘2211 | ↘2059 | ↗2071 | ↗2085 |
| 2025  |       |       |       |       |       |       |
| ↗2092 |       |       |       |       |       |       |

## Состав
| № | Населённый пункт | Тип населённого пункта       | Население |
| - | ---------------- | ---------------------------- | --------- |
| 1 | Аран             | село                         | ↗584      |
| 2 | Ихрек            | село, административный центр | ↘1475     |